# Phloeomys pallidus
Il ratto delle cortecce gigante settentrionale (Phloeomys pallidus  Nehring, 1890) è un roditore della famiglia dei Muridi endemico dell'isola di Luzon, Filippine.

## Descrizione

### Dimensioni
Roditore di grandi dimensioni, con la lunghezza della testa e del corpo tra 398 e 485 mm, la lunghezza della coda tra 340 e 349 mm, la lunghezza del piede tra 81 e 90 mm, la lunghezza delle orecchie tra 30 e 39 mm e un peso fino a 2,6 kg. È il più grande Muride vivente.

### Aspetto
La pelliccia è lunga, il colore del corpo varia notevolmente. Talvolta è interamente bianco, ma solitamente è bianco o bruno-grigiastro chiaro con la pelliccia nera o marrone scuro intorno agli occhi, alle orecchie, sulla coda, sul collo e sulle zampe anteriori. Il muso è breve, gli occhi sono relativamente piccoli. Le orecchie sono corte. I piedi sono grandi e larghi. La coda è più corta della testa e del corpo ed è ricoperta densamente di lunghi peli. Le femmine hanno due paia di mammelle inguinali. Il cariotipo è 2n=40 FN=60.

## Biologia

### Comportamento
È una specie arboricola e notturna. Costruisce i nidi nelle cavità degli alberi. Talvolta scende al suolo alla ricerca di cibo. Emette un forte richiamo gutturale di una sola nota ripetuto dopo alcuni secondi o un minuto.

### Alimentazione
Si nutre di foglie tenere, germogli di bambù e di prodotti agricoli.

### Riproduzione
Le femmine danno alla luce un piccolo alla volta, talvolta due. L'aspettativa di vita in cattività è di circa 14 anni.

## Distribuzione e habitat
Questa specie è diffusa nella parte settentrionale e centrale dell'isola di Luzon, nelle Filippine.
Vive nelle foreste primarie e secondarie fino a 2.000 metri di altitudine. Si trova frequentemente anche nelle piantagioni.

## Conservazione
La IUCN Red List, considerato l'ampia diffusione, la tolleranza a qualsiasi tipo di habitat e l'adattamento alla pressione umana, classifica P. pallidus come specie a rischio minimo (Least Concern).